# Aleksej Ivanovič Rikov
Aleksej Ivanovič Rikov, ruski politik, * 25. februar 1881, Saratov, † 15. marec 1938, Moskva.
Bil je drugi premier Sovjetske zveze. Velja za neposrednega naslednika Lenina, ko je ta nenadno umrl med mandatom. Funkcijo premierja SZ je opravljal od leta 1924 pa do leta 1930, ko je to funkcijo zasedel Josip Stalin.